# ラファエル・ウルダネタ橋

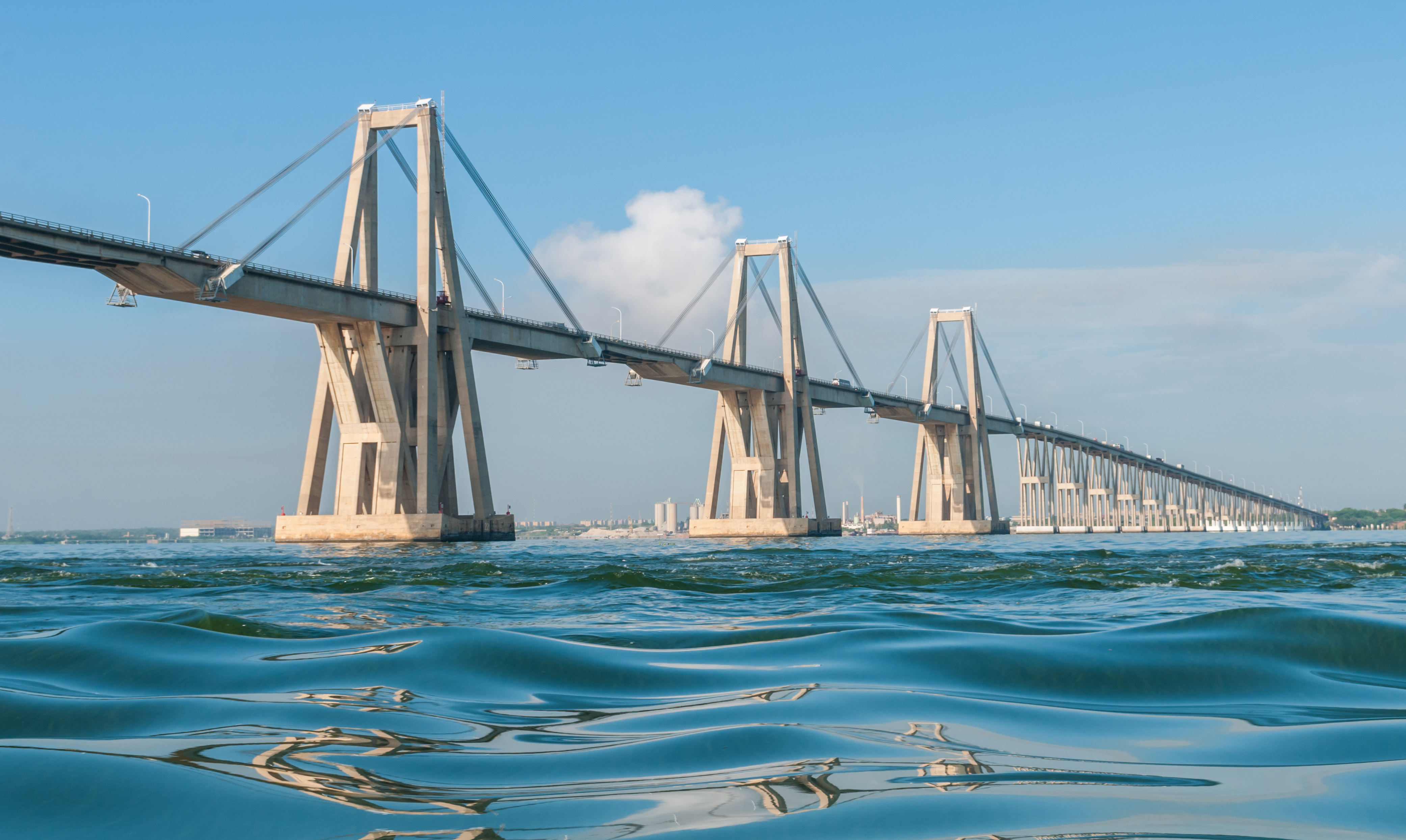
ラファエル・ウルダネタ橋

ラファエル・ウルダネタ橋（スペイン語: Puente General Rafael Urdaneta）は、ベネズエラの西方、マラカイボ湖の流出口に架かる橋。マラカイボとその他のベネズエラの地域全体を結ぶ橋である。橋は独立戦争におけるベネズエラの英雄、ラファエル・ウルダネタにちなんで名付けられた。ラファエル・ウルダネタ将軍橋またはウルダネタ将軍橋とも呼ばれる。

## デザインと建築
増強され補強鉄線が入っているコンクリートで作られたこのケーブル張りの橋は、湖岸から湖岸まで8678メートル（5.4マイル）の距離がある。5つある橋の主要な径間（わたりま）は、それぞれ235メートルの長さを誇る。それらは高さ92メートルの塔で支えられ、下方の水面まで46メートルの間隔をあけている。また、ラファエル・ウルダネタ橋は車両のみが通行可能となっている。
1957年に橋のデザインコンクールが開催され、イタリア人のリッカルド・モランディが賞を獲得した。モランディのデザインは他の12作品と違って唯一コンクリートが用いられており、維持費も安いうえに補強鉄線入りのコンクリート技術を橋に使用することは、ベネズエラにとって価値ある経験になるだろうと期待されたのである。建設工事はグルン&ビルフィンガー、ユリウス・ベルガー、バウボーグ・AG、プレコンプリミドC・A、ヴァイス&フライタークやK・インヘニエリアなど、数々の企業により行われた。
フランスの著名な橋梁技術者、ミシェル・ヴィルロジューによれば、「マラカイボ湖のこの橋は、ゴールデンゲートブリッジやフォース湾にかかる橋、ブルックリン橋やガラビ橋など、世界でも著名な橋の数々の、一部を成す資格がある。」という。
2018年8月14日、イタリア、ジェノヴァでモランディ橋が崩壊。ラファエル・ウルダネタ橋と同じ設計者によるものであったことから安全性の問題が浮上するとともに、過去20年以上、鉄筋コンクリート製の橋脚のメンテナンスが行われていないことも報道されている。

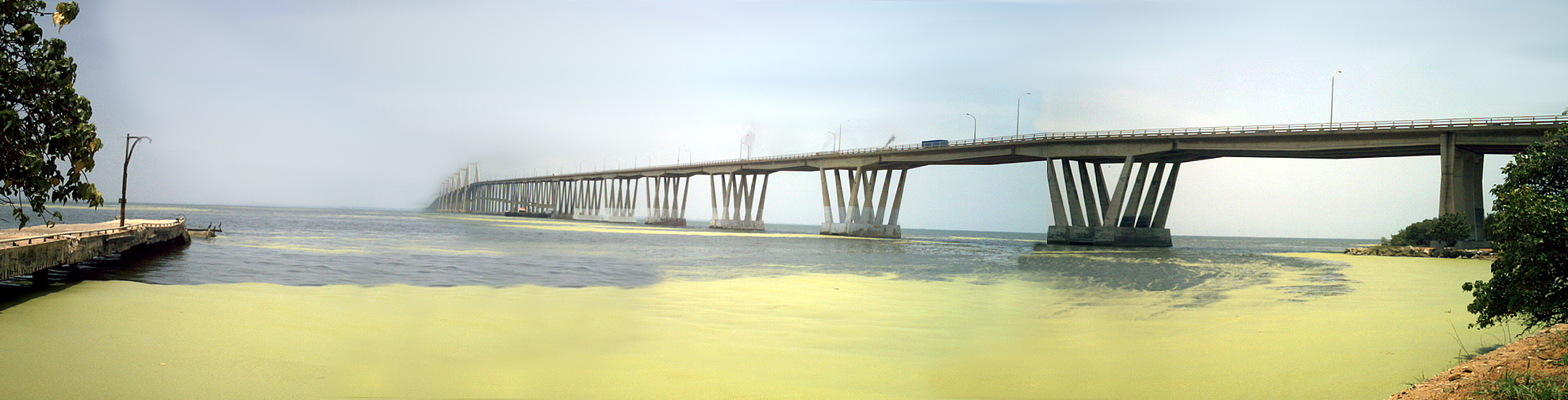
ラファエル・ウルダネタ橋

## 歴史
1962年8月25日、当時のベネズエラ大統領ロムロ・ベタンクールによって、ラファエル・ウルダネタ橋はオープンとなった。その後1964年4月、橋に船が衝突する事件が起き、橋の一部が崩壊した。
ケーブル張りによる新たな2つ目の橋の建設工事が1982年以来提案されてきており、2000年より数々の調査が行われた。この新しい橋を建設する際にかかる費用は4億4千万ドルと見積もられており、通行料金で資金を融通することになるようである。

## 登場作品
- マーセナリーズ2 ワールド イン フレームス

橋の名前が「カルモナ橋」に変えられている。

## 参考
- ジュディス・デュプレ　『Bridges』　Könemann, 1998年　ISBN 3-8290-0408-7
- ミシェル・ヴィルロジュー　『Bridges with Multiple Cable Stayed Spans』　Structural Engineering International　2001年1月